# Lucien Lelong
Lucien-Camille Lelong (Parigi, 11 ottobre 1889 – Anglet, 11 maggio 1958) è stato uno stilista francese.

## Biografia

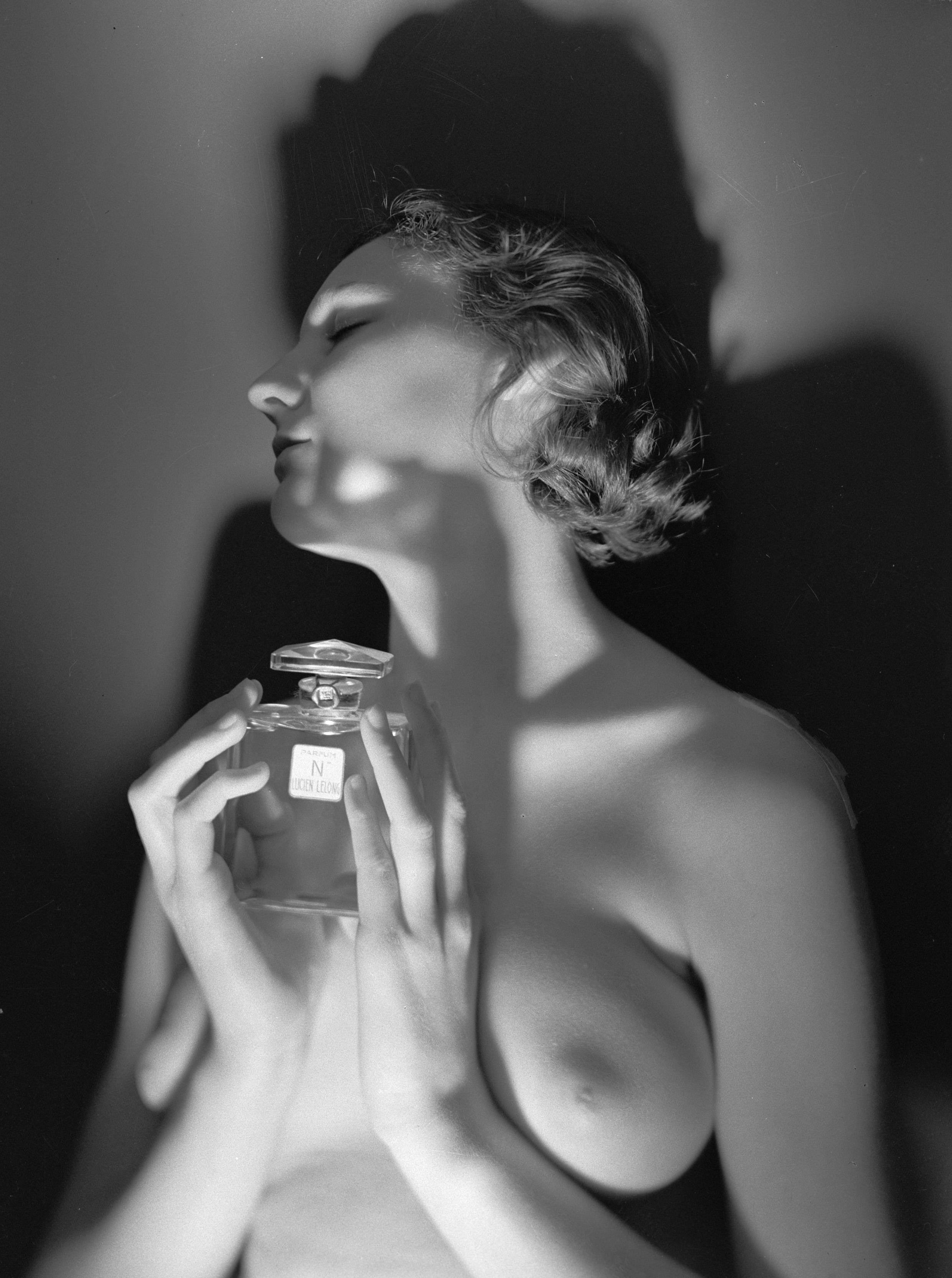
Una pubblicità di un profumo Lucien Lelong del 1936 (foto di Willem van de Poll)

Figlio di Arthur Lelong, proprietario di un negozio di sartoria e di Eléanore, una stilista, Luciene Lelong lavorò a lungo presso la Hautes Etudes de Commerciales a Parigi ed aprì la propria casa di moda nei primi anni dieci.
Nel 1927 sposò in seconde nozze Natalie Paley, figlia del granduca Pavel Aleksandrovič Romanov, che diventò anche sua collaboratrice in affari, da cui però divorziò nel 1937.
Dal 1937 fino alla fine della seconda guerra mondiale, fu presidente della Chambre Syndicale de la Couture Parisienne.
Negli ultimi anni di attività ebbe fra i propri assistenti Christian Dior, Pierre Balmain ed Hubert Givenchy. Fra le più celebri clienti di Lelong si possono citare Marie Duhamel, la duchessa de la Rochefoucauld, Greta Garbo, Gloria Swanson, Colette, e Rose Kennedy.
Dovette abbandonare l'attività nel 1958 per gravi problemi di salute, che portarono a morire per un arresto cardiaco nello stesso anno.
Durante la seconda guerra mondiale la Germania Nazista, stanca di essere canzonata per le sue Fraülen poco alla moda, voleva fare di Berlino la capitale dello stile, spodestando la Parigi occupata. Lo stilista Lucien Lelong, presidente della Chambre Syndicale de la Haute Couture combatté con le armi della diplomazia e dell’astuzia, correndo grande rischi a livello personale, per far sì che la couture restasse a Parigi. Quel successo gli valse un posto nella storia della moda ma ha messo in ombra il suo talento come stilista.